# 怒放之青春再见
《怒放之青春再见》（英語：Forever Young），2014年中国大陆上映的青春剧情片，导演卢庚戌，主演潘粤明、刘孜、秦昊、吕聿来、温心、杜海涛、张晓晨。

## 剧情
该片讲述“马路”和初恋女友“李爱”在20年之后相遇衍生出的一系列追溯青春的故事。

## 演出
| 演员          | 角色   | 备注 |
| 潘粤明/吕聿来 | 马路   |      |
| 刘孜          | 安静   |      |
| 秦昊/张晓晨   | 郑天亮 |      |
| 韩秋池/王啸坤 | 侯亮   |      |
| 王东方/杜海涛 | 钱大宝 |      |
| 王思思        | 刘云   |      |
| 温心          | 李爱   |      |
| 王可昕        | 马佳   |      |

## 曲目
主题曲《青春再见》由组合“水木年华”献唱。